# Begov Han
Begov Han (en cyrillique : Бегов Хан) est un village de Bosnie-Herzégovine. Il est situé dans la municipalité de Žepče, dans le canton de Zenica-Doboj et dans la fédération de Bosnie-et-Herzégovine. Selon les premiers résultats du recensement bosnien de 2013, il compte 1 312 habitants.

## Géographie
Le village est situé à la confluence de la Pepelarska rijeka et de la Bosna (un affluent de la Save).

## Démographie

### Évolution historique de la population dans la localité
| 1948 | 1953 | 1961 | 1971 | 1981 | 1991  | 2013  |
| ---- | ---- | ---- | ---- | ---- | ----- | ----- |
| -    | -    | 572  | 564  | 918  | 1 041 | 1 312 |

|  |

### Communauté locale
En 1991, la communauté locale de Begov Han comptait 1 728 habitants, répartis de la manière suivante :